# وارکاپ
وارکاپ (به انگلیسی: Warcop) یک روستا و محله مدنی در بریتانیا است که در ادن واقع شده‌است. وارکاپ ۵۳۲ نفر جمعیت دارد.